# Russisch-Zweedse Oorlog (1788-1790)
De Russisch-Zweedse Oorlog, ook bekend in Zweden als de Russische Oorlog van Gustaaf III en in Rusland als de Zweedse Oorlog van Catharina II, was een militair conflict tussen Zweden en het Russische Rijk van 1788 tot 1790. De oorlog, die voornamelijk op zee werd uitgevochten, was onbeslist en eindigde in een herstel van de oude situatie met de Vrede van Värälä in 1790.
Denemarken-Noorwegen vocht aan Russische zijde van 1788 tot 1789. Dit Deens-Zweedse conflict staat bekend als de Theateroorlog (omdat er nauwelijks werd gevochten) of Rode bosbesoorlog.

## Achtergrond
De westerse grootmachten (waaronder Groot-Brittannië, Nederland en Pruisen) zagen de Russische overwinningen in de Russisch-Turkse Oorlog (1787-1792) met lede ogen aan. Ze drongen er bij de Zweedse koning Gustaaf III op aan om Rusland in het noorden aan te vallen en zo de Russische aandacht van het zuidelijke front af te leiden.
Zweden sloot in de zomer van 1788 een bondgenootschap met het Ottomaanse Rijk. Met een in scène gezette Russische aanval bij een Zweedse grenspost kreeg Gustaaf III een casus belli om de Russen de oorlog te verklaren. Hij moest echter nog wel toestemming krijgen van de Riksdag (de Zweedse Staten-Generaal). Om meer steun voor de oorlog te verkrijgen liet de koning speciaal voor de opening van de Riksdag een muziekstuk (Riksdagsmusiken) componeren door Joseph Martin Kraus. De Riksdag stemde in met de oorlog en zette een nieuwe overheidsdienst op, Riksgäldskontoret, om de oorlog te financieren.

## Verloop
Het Zweedse plan was om met één leger vanuit Finland Rusland binnen te vallen; een tweede leger zou langs de Finse zuidkust naar Sint-Petersburg marcheren; en een derde leger zou, met hulp van de Zweedse marine, bij Oranienbaum landen en van daaruit naar Sint-Petersburg trekken.
Om de landing bij Oranienbaum mogelijk te maken, moest de Russische marine eerst worden uitgeschakeld. Op 17 juli 1788 kwam het tot een zeeslag tussen de Zweedse en Russische marine, de Zeeslag bij Hogland. Hoewel de slag onbeslist was, lukte het de Russische marine wel de landing bij Oranienbaum te verhinderen.
Het nieuws van de zeeslag resulteerde in een opstand door een grote groep Finse officieren, het Verbond van Ajala, met het doel de oorlog te beëindigen en Finland onafhankelijk van Zweden te verklaren. De opstand faalde en de leiders werden gearresteerd. In Zweden was het voornaamste effect van deze opstand dat Gustaaf III en zijn onpopulaire oorlog tegen Rusland meer steun van de bevolking kregen.
In augustus verklaarde Denemarken-Noorwegen de oorlog aan Zweden, in navolging van een eerder verdrag tussen de Denen en Russen. Deze Deens-Zweedse oorlog staat bekend als de Theateroorlog (omdat er nauwelijks werd gevochten) of Rode bosbesoorlog (omdat de Noorse soldaten bessen moesten eten om te overleven). Een leger van 10.000 voornamelijk Noorse soldaten viel Zweden binnen en veroverde enkele steden, maar werd staande gehouden bij Göteborg. Hoewel maar 8 Noorse soldaten sneuvelden, stierven er zo'n 2000 soldaten aan honger, ziekte en onderkoeling. In december trokken de Noren zich terug. Na diplomatieke bemiddeling door Groot-Brittannië en Pruisen werd op 9 juli 1789 vrede gesloten tussen Zweden en Denemarken-Noorwegen en verklaarden de Denen zich neutraal in het conflict.
De Zweedse en Russische marine kwamen tot een nieuw treffen in de Zeeslag bij Öland op 25 juli 1789. De slag was nogmaals onbeslist, maar een maand later, op 24 augustus, behaalde de Russische marine een belangrijke overwinning in de Eerste Zeeslag bij Svensksund.
Een nieuw Zweeds plan voor een landing nabij Sint-Petersburg, ditmaal bij Vyborg, strandde na een nederlaag in de Zeeslag bij Reval op 13 mei 1790. De Zweedse marine werd een maand lang geblokkeerd door de Russische marine in de baai van Vyborg. Bij de Zweedse uitbraak op 3 juli kwam het tot grote zeeslag, de Zeeslag in de baai van Vyborg, waarbij de Zweden tien schepen verloren.
Het zag er slecht uit voor de Zweden, maar met de militaire successen werden de Russen overmoedig, en enkele dagen later behaalden de Zweden een grote overwinning in de Tweede Zeeslag bij Svensksund (9-10 juli). Dit was de grootste zeeslag die ooit in de Oostzee is uitgevochten, en een van de grootste zeeslagen aller tijden. Bijna de helft van de Russische schepen zonk of werd veroverd door de Zweden, de helft van de Russische manschappen werd gedood of gevangengenomen.

## Nasleep
Na de nederlaag in de Tweede Zeeslag bij Svensksund begonnen de Russen vredesonderhandelingen, en op 14 augustus werd de Vrede van Värälä getekend. waarbij de oude situatie van voor de oorlog werd hersteld. De verhoudingen tussen de Russen en Zweden verbeterden al snel en op 19 oktober 1791 tekenden de twee naties een bondgenootschapsverdrag waarbij ze overeenkwamen om elkaar te steunen als een van hun zou worden aangevallen. Hierbij kwam de Russische tsarin Catharina II ook overeen om Zweden een jaarlijkse toelage van 300.000 roebels te betalen.
Gustaaf III bleef weinig populair in eigen land en werd in 1792, tijdens een gemaskeerd bal, vermoord door Zweedse edelen.
In 1808 brak een nieuw conflict uit tussen Zweden en Rusland, de Finse Oorlog. Deze oorlog eindigde in een nederlaag voor Zweden, dat in 1809 Finland moest afstaan aan de Russen. Denemarken-Noorwegen, dat zich nogmaals aan Russische zijde had geschaard, moest uiteindelijk in 1814 Noorwegen afstaan aan Zweden.
Zweeds-Novgorodische Oorlogen · Russisch-Zweedse Oorlog (1496-1499) · Russisch-Zweedse Oorlog (1554-1557) · Lijflandse Oorlog (1558-1583) · Russisch-Zweedse Oorlog (1590-1595) · Ingrische Oorlog (1610-1617) · Russisch-Zweedse Oorlog (1656-1658) · Grote Noordse Oorlog (1700-1721) · Russisch-Zweedse Oorlog (1741-1743) · Russisch-Zweedse Oorlog (1788-1790) · Finse Oorlog (1808-1809)
Zweedse Onafhankelijkheidsoorlog (1521-1524) · Zevenjarige Oorlog (1563-1570) · Kalmaroorlog (1611-1613) · Deens-Zweedse Oorlog (1643-1645) · Noordse Oorlog (1655-1660) · Schoonse Oorlog (1674-1679) · Noordse Oorlogen: Deens-Zweedse Oorlog (1657-1658) & Zweeds-Nederlandse Oorlog (1658-1660) · Grote Noordse Oorlog (1700-1721) · Russisch-Zweedse Oorlog (1788-1790) · Finse Oorlog (1808-1809)